# Le Jeu du berger
Le Jeu du berger est un jeu de société dérivé du jeu traditionnel de la mourre. Il a été édité en 1978 par l'éditeur Jeux Robert Laffont.
Pour 2 à 4 joueurs, à partir de 10 ans pour environ 10 minutes.

## Principe général
Chaque joueur décide s'il va lancer sa bille verte (1 point), sa bille rouge (2 points) ou sa bille bleue (3 points). En même temps il doit parier sur le total de toutes les billes lâchées par les autres joueurs.
Les billes sont révélées simultanément en soulevant le cache devant chaque joueur. Les cartes paris qui avaient été posées face cachée sont alors retournées.
L'intérêt principal du jeu réside dans le matériel fourni qui permet d'une part de jouer à la mourre à plus de deux joueurs, d'autre part d'éviter tous les désagréments — triche volontaire ou léger retard d'un joueur — liés au jeu simultané. Le jeu est plus sûr et plus juste que la mourre, mais peut-être aussi un peu plus froid et un peu moins convivial.